# 嘉木样活佛
嘉木样协巴（藏語：འཇམ་དབྱངས་བཞད་པ་，威利转写：'jam dbyangs bzhad pa，THL：Jamyang Zhépa），簡稱嘉木样，驻锡拉卜楞寺，清朝时期获封呼图克图，称嘉木样呼图克图；中华民国襲用清朝稱號，续封呼图克图；中华人民共和国时期称嘉木样活佛。藏传佛教格鲁派拉卜楞寺最大的活佛系统，

## 历史沿革
嘉木样协巴为文殊菩萨的化身，自1720年开始传承，至今共六世。
一世嘉木样·华秀·阿旺宗哲于1648年出生在甘肃夏河，1660年出家为僧，1668年赴拉萨学习佛法，据称曾获得文殊菩萨佛像的微笑示意，故得名“嘉木样协巴多杰”（意为妙音笑金刚），入哲蚌寺果芒经院。1700年，阿旺宗哲出任哲蚌寺堪布。
1708年，阿旺宗哲应蒙古和硕特部河南蒙旗亲王察罕丹津之请，回到故乡传教，次年在夏河开始筹建拉卜楞寺，1716年拉卜楞寺落成。1720年阿旺宗哲被清朝康熙帝封为“护法禅师班智达额尔德尼诺门汗”，颁赐金敕金印。
1721年，阿旺宗哲圆寂，其门徒、拉卜楞寺继任法台一世赛仓·阿旺扎西活佛宣布根据遗嘱，嘉木样不再转世，因此未展开转世灵童的寻访。但这一决定遭到以一世德哇仓·罗藏顿珠活佛为代表的拉卜楞寺许多僧众的反对，迫使阿旺扎西改变初衷，宣布嘉木样转世，并认定当时河南蒙旗亲王丹津旺舒克之子嘎登三珠卜为转世灵童。可是，阿旺扎西的认定未能得到认同，大部分僧众认为转世灵童应该是罗藏顿珠寻访到的郭喇。双方僵持不下，导致嘉木样之位长期空缺。
1738年，阿旺扎西圆寂，罗藏顿珠继位，旋即认定郭喇为转世灵童，其转世被乾隆帝封为诺门罕呼图克图，俗称嘉木样呼图克图。并于1743年迎至拉卜楞寺坐床。

## 历世嘉木样活佛
| 世数   | 生年   | 坐床年份 | 卒年   | 汉文姓名                     | 藏文姓名                       |
| ------ | ------ | -------- | ------ | ---------------------------- | ------------------------------ |
| 第一世 | 1648年 | ？       | 1721年 | 华秀·俄昂宗哲                | དབལ་ཤུལ་ངག་དབང་བརྩོན་འགྲུས་         |
| 第二世 | 1728年 | ？       | 1791年 | 嘉木样·久美旺波              | དཀོན་མཆོག་འཇིགས་མེད་དབང་པོ་         |
| 第三世 | 1792年 | ？       | 1855年 | 嘉木样·罗桑图旦久美嘉措      | བློ་བཟང་ཐུབ་བསྟན་འཇིགས་མེད་རྒྱ་མཚོ་     |
| 第四世 | 1856年 | ？       | 1916年 | 嘉木样·格桑图旦旺秀          | སྐལ་བཟང་ཐུབ་བསྟན་དབང་ཕྱུག་          |
| 第五世 | 1916年 | ？       | 1947年 | 嘉木样·丹贝坚赞              | བསྟན་པའི་རྒྱལ་མཚན་                 |
| 第六世 | 1948年 | 1952年   | 在世   | 嘉木样·洛桑久美·图丹却吉尼玛 | བློ་བཟང་འཇིགས་མེད་ཐུབ་བསྟན་ཆོས་ཀྱི་ཉི་མ་ |